# Fons de comerç
El fons de Comerç és un concepte comptable que designa a l'excés de valor material d'una empresa quan és venuda, i que generalment ve donat per allò que dona rendiments a l'empresa però que no és pas material (clients, patents, marques).
És un valor immaterial que es dona quan a l'empresa es generen beneficis superiors als habituals en el sector econòmic. Hom també la defineix com el valor actual dels superbeneficis (allò que ultrapassa d'un benefici normal) que genera l'empresa.

## El fons de comerç en comptabilitat
El Pla General de Comptabilitat considera el fons de comerç com un immobilitzat intangible, forma part de l'actiu de l'empresa i s'amortitza* (a un termini de 10 anys) i sempre que el fons de comerç sigui positiu, al considerar que té una vida limitada, segons el Reial Decret 602/2016 del 17 de desembre del 2016.
Amortització: (680) a (2804)
Cte Fons de comerç (204)

## El fons de comerç en economia
Quan hom compra una empresa, el fons de comerç és finalment el resultat de l'acord entre el comprador i venedor, però en economia hi ha dos mètodes per a calcular-lo: l'anomenat mètode indirecte o mètode alemany i l'anomenat mètode directe o mètode anglosaxó.

### El mètode alemany
En aquest mètode el fons de comerç es calcula mitjançant la diferència entre el valor de l'empresa en funcionament i el valor de la seva part tangible.
```
Fons de comerç = Valor de rendiment - 
Valor substancial
```

### El mètode anglosaxó
En aquest mètode el fons de comerç es calcula trobant el valor actual de la diferència entre les rendes generades per l'empresa i aquelles que podem considerar normals.
Fons de comerç = (rendibilitat dels fons propis de l'empresa - rendibilitat normal dels fons propis del sector) x Valor substancial x Valor actual d'una renda unitària durant N anys a la taxa de descompte k')

## El fons de comerç en comercial
El fons de comerç és la informació, dades i coneixement que una empresa té sobre la seva base de clients. El fons de comerç no és una simple base de dades de contactes, la gestió i activitat comercial que es realitza amb cadascun dels diferents clients, constitueixen, en conjunt, el Fons de comerç d'una empresa, convertint-se així en un valuós bé intangible per a una empresa.